# ネイサン・バーンズ
ネイサン・バーンズ（Nathan Joel Burns, 1988年5月7日 - ）は、オーストラリア・ニューサウスウェールズ州ブレイニー (Blayney) 出身の同国代表サッカー選手。登録ポジションはフォワード（FW）。
Kリーグ時代の登録名はバーンジュ（ハングル: 번즈）、Jリーグ時代の登録名はネイサン・バーンズ。

## 経歴
6歳のときにサッカーを始める。少年期の憧れはハリー・キューウェル。ユース年代ではオーストラリア国立スポーツ研究所などに所属し、2005年にはU-17オーストラリア代表としてU-17世界選手権に出場した。2006年にAリーグのアデレード・ユナイテッドFCでプロデビュー。2007年にはA代表に選出され、19歳にして国際Aマッチ出場を果たした。
2008年からはギリシャ・スーパーリーグのAEKアテネFCへ移籍。UEFAヨーロッパリーグにも出場し充実した時間を過ごしたが、同国の経済危機により国外移籍を余儀なくされた。
2012年には韓国Kリーグ・仁川ユナイテッドFCへ移籍。スピード・技術に優れ、攻撃的ポジションの全てをこなせるアタッカーとして期待されたが、負傷もあって振るわなかった。母国での出場機会を望み、2013年にAリーグ・ニューカッスル・ジェッツFCへ期限付き移籍。
2014年に仁川との契約を打ち切り、Jリーグ移籍を模索したが契約に至らず、同年夏からはウェリントン・フェニックスFCでプレー。負傷によるスランプを克服し、鋭いドリブルを武器に第8節のメルボルン・シティ戦ではクラブ史上初となるAリーグでのハットトリックを記録するなど13得点を挙げた。シーズン終了後には、選手間投票で2位以下に大差を付け、リーグ最優秀選手賞であるジョニー・ウォーレンメダルを受賞。オーストラリア人としては2007-08のジョエル・グリフィス以来の受賞となった。また、2015年1月開催のAFCアジアカップにも出場し、オーストラリアの初優勝に貢献。
2015年7月、Jリーグ・FC東京へ移籍。マッシモ・フィッカデンティ監督からは敏捷性と技術を評価され2トップの一角として出場。同月25日の鹿島戦でJリーグ初得点、同年9月3日の2018 FIFAワールドカップ予選のバングラデシュ戦で代表初得点を挙げた。同年末にはオーストラリア年間最優秀選手にノミネートされた。クラブでは自身の突破力を活かしたカウンターで相手守備陣を警戒させ、攻撃を遅らせる働きで寄与。好不調の波の大きさもありレギュラー定着は叶わなかった。2016年末にはUAE1部・バニーヤースSCから高額オファーを受けたが、FC東京での先発奪取を望み、同クラブとの契約を更新した。
2017年シーズンは、元日本代表の大久保嘉人や昨年の得点王のピーター・ウタカの加入もあり、J1での出場機会が訪れず苦しいシーズンとなった。同年6月23日にFC東京との契約が満了したことが発表された。同年7月13日にサンフレッチェ広島へ移籍する事が発表された。
2018年より古巣であるウェリントン・フェニックスFCに完全移籍で復帰。
2年契約で4年ぶりに復帰したウェリントン・フェニックスではチーム2番目の高額な給与を与えられていたが、度重なる怪我やシーズン途中の監督交代もあり年俸に見合う活躍はできず次第に序列を落としていった。
2019年5月、契約満了により退団が発表された。
2022年5月、Bathurst '75 FC (Bathurst '75 FC) に加入されたことが発表された。

## エピソード
- 郷土料理ではチキンパルミジャーナ (en) が好物[29]。

## 所属クラブ
ユース経歴
- 2003年 - 2004年 ニューサウスウェールズ州スポーツ研究所 (New South Wales Institute of Sport)
- 2005年 パラマタ・イーグルス (Parramatta Eagles)
- 2006年 オーストラリア国立スポーツ研究所サッカープログラム (Australian Institute of Sport Football Program)

プロ経歴
- 2006年 - 2008年 アデレード・ユナイテッドFC
- 2008年 - 2012年 AEKアテネFC
  - 2009年 - 2010年 AOケルキラ (AO Kerykya)  (期限付き移籍)
- 2012年1月 - 2014年3月[11] 仁川ユナイテッドFC
  - 2013年9月 - 2014年1月 ニューカッスル・ジェッツFC (期限付き移籍)
- 2014年7月 - 2015年6月 ウェリントン・フェニックスFC
- 2015年7月 - 2017年6月 FC東京
- 2017年7月 - 同年12月 サンフレッチェ広島
- 2018年 - 2019年 ウェリントン・フェニックスFC
- 2022年 - Bathurst '75 FC (Bathurst '75s FC)

## 個人成績
| 国内大会個人成績 | 国内大会個人成績 | 国内大会個人成績 | 国内大会個人成績 | 国内大会個人成績 | 国内大会個人成績 | 国内大会個人成績 | 国内大会個人成績 | 国内大会個人成績 | 国内大会個人成績 | 国内大会個人成績 | 国内大会個人成績 |
| 年度             | クラブ           | 背番号           | リーグ           | リーグ戦         | リーグ戦         | リーグ杯         | リーグ杯         | オープン杯       | オープン杯       | 期間通算         | 期間通算         |
| 年度             | クラブ           | 背番号           | リーグ           | 出場             | 得点             | 出場             | 得点             | 出場             | 得点             | 出場             | 得点             |
| オーストラリア   | オーストラリア   | オーストラリア   | オーストラリア   | リーグ戦         | リーグ戦         | リーグ杯         | リーグ杯         | FFA杯            | FFA杯            | 期間通算         | 期間通算         |
| ---------------- | ---------------- | ---------------- | ---------------- | ---------------- | ---------------- | ---------------- | ---------------- | ---------------- | ---------------- | ---------------- | ---------------- |
| 2006-07          | アデレード       | 15               | Aリーグ          | 21               | 6                | -                | -                | -                | -                | 21               | 6                |
| 2007-08          | アデレード       | 10               | Aリーグ          | 14               | 3                | -                | -                | -                | -                | 14               | 3                |
| ギリシャ         | ギリシャ         | ギリシャ         | ギリシャ         | リーグ戦         | リーグ戦         | リーグ杯         | リーグ杯         | エラーダス杯     | エラーダス杯     | 期間通算         | 期間通算         |
| 2008-09          | アテネ           | 20               | スーパー         | 5                | 0                | -                | -                | 0                | 0                | 5                | 0                |
| 2009-10          | ケルキラ         | 11               | ベータ           | 31               | 8                | -                | -                | 2                | 0                | 33               | 8                |
| 2010-11          | アテネ           | 24               | スーパー         | 18               | 1                | -                | -                | 2                | 0                | 20               | 1                |
| 2011-12          | アテネ           | 24               | スーパー         | 3                | 0                | -                | -                | 1                | 0                | 4                | 0                |
| 韓国             | 韓国             | 韓国             | 韓国             | リーグ戦         | リーグ戦         | リーグ杯         | リーグ杯         | FA杯             | FA杯             | 期間通算         | 期間通算         |
| 2012             | 仁川             | 11               | Kリーグ          | 3                | 0                | -                | -                | 0                | 0                | 3                | 0                |
| 2013             | 仁川             | 34               | Kリーグ          | 0                | 0                | -                | -                | 0                | 0                | 0                | 0                |
| オーストラリア   | オーストラリア   | オーストラリア   | オーストラリア   | リーグ戦         | リーグ戦         | リーグ杯         | リーグ杯         | FFA杯            | FFA杯            | 期間通算         | 期間通算         |
| 2013-14          | ニューカッスル   | 10               | Aリーグ          | 12               | 2                | -                | -                | -                | -                | 12               | 2                |
| 2014-15          | ウェリントン     | 9                | Aリーグ          | 24               | 13               | -                | -                | 1                | 0                | 25               | 13               |
| 日本             | 日本             | 日本             | 日本             | リーグ戦         | リーグ戦         | リーグ杯         | リーグ杯         | 天皇杯           | 天皇杯           | 期間通算         | 期間通算         |
| 2015             | FC東京           | 16               | J1               | 10               | 2                | 0                | 0                | 1                | 0                | 11               | 2                |
| 2016             | FC東京           | 16               | J1               | 16               | 1                | 3                | 0                | 0                | 0                | 19               | 1                |
| 2017             | FC東京           | 16               | J1               | 0                | 0                | 4                | 0                | 0                | 0                | 4                | 0                |
| 2017             | 広島             | 20               | J1               | 0                | 0                | 0                | 0                | 0                | 0                | 0                | 0                |
| オーストラリア   | オーストラリア   | オーストラリア   | オーストラリア   | リーグ戦         | リーグ戦         | リーグ杯         | リーグ杯         | FFA杯            | FFA杯            | 期間通算         | 期間通算         |
| 2017-18          | ウェリントン     | 7                | Aリーグ          | 15               | 0                | -                | -                | 1                | 0                | 16               | 0                |
| 2018-19          | ウェリントン     | 7                | Aリーグ          | 10               | 0                | -                | -                |                  |                  | 10               | 0                |
| 通算             | オーストラリア   | オーストラリア   | Aリーグ          | 96               | 24               | -                | -                | 2                | 0                | 98               | 24               |
| 通算             | ギリシャ         | ギリシャ         | スーパー         | 26               | 1                | -                | -                | 3                | 0                | 29               | 1                |
| 通算             | ギリシャ         | ギリシャ         | ベータ           | 31               | 8                | -                | -                | 2                | 0                | 33               | 8                |
| 通算             | 韓国             | 韓国             | Kリーグ          | 3                | 0                | -                | -                | 0                | 0                | 3                | 0                |
| 通算             | 日本             | 日本             | J1               | 26               | 3                | 7                | 0                | 1                | 0                | 34               | 3                |
| 総通算           | 総通算           | 総通算           | 総通算           | 182              | 36               | 7                | 0                | 9                | 0                | 197              | 36               |

| 2016   | F東23  | 16     | J3     | 3 | 0 | 3 | 0 |
| 2017   | F東23  | 16     | J3     | 3 | 0 | 3 | 0 |
| 通算   | 日本   | 日本   | J3     | 6 | 0 | 6 | 0 |
| 総通算 | 総通算 | 総通算 | 総通算 | 6 | 0 | 6 | 0 |

- その他の公式戦
  - 2006年 Aリーグ プレシーズン・チャレンジカップ - 3試合0得点
  - 2007年 Aリーグ プレシーズン・チャレンジカップ - 5試合1得点

| 国際大会個人成績 | 国際大会個人成績 | 国際大会個人成績 | 国際大会個人成績 | 国際大会個人成績 |
| 年度             | クラブ           | 背番号           | 出場             | 得点             |
| AFC              | AFC              | AFC              | ACL              | ACL              |
| ---------------- | ---------------- | ---------------- | ---------------- | ---------------- |
| 2008             | アデレード       | 10               | 6                | 0                |
| UEFA             | UEFA             | UEFA             | UEFA EL          | UEFA EL          |
| 2010-11          | アテネ           | 24               | 5                | 0                |
| 2011-12          | アテネ           | 24               | 4                | 1                |
| AFC              | AFC              | AFC              | ACL              | ACL              |
| 2016             | FC東京           | 16               | 5                | 1                |
| 通算             | AFC              | AFC              | 11               | 1                |
| 通算             | UEFA             | UEFA             | 9                | 1                |
| 総通算           | 総通算           | 総通算           | 20               | 2                |

- 2006年8月25日：Aリーグ初出場 - 第1節 vsメルボルン・ビクトリーFC (Olympic Park Stadium)
- 2006年10月2日：Aリーグ初得点 - 第6節 vsシドニーFC (ハインドマーシュ・スタジアム)
- 2009年2月28日：ギリシャスーパーリーグ初出場 - 第24節 vsシュコダ・クサンティFC (アテネ・オリンピックスタジアム)
- 2012年4月01日：Kリーグ初出場 - 第5節 vs慶南FC (仁川サッカー競技場)
- 2015年7月11日：Jリーグ初出場：J1リーグ 2nd第1節 vs川崎フロンターレ (等々力陸上競技場)
- 2015年7月25日：Jリーグ初得点：J1リーグ 2nd第4節 vs鹿島アントラーズ (茨城県立カシマサッカースタジアム)

1. 1 2 3  プレーオフを含む。
2. ↑  予選を含む。

## 代表歴

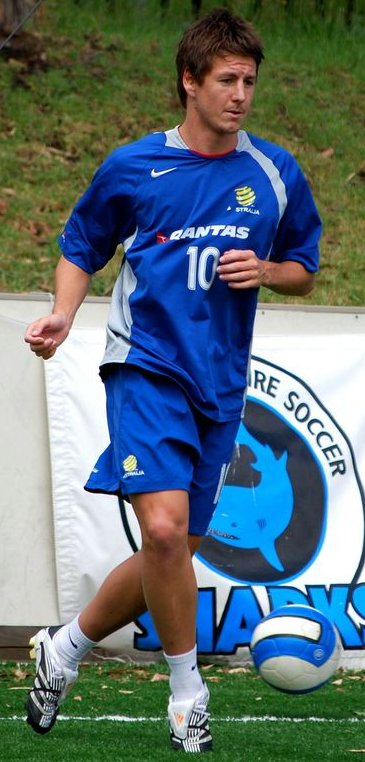
U-23オーストラリア代表でのバーンズ

- 2007年6月30日：国際Aマッチ初出場 - 親善試合 vs シンガポール (シンガポールナショナルスタジアム)[30]
- 2015年9月03日：国際Aマッチ初得点：2018 FIFAワールドカップ・アジア2次予選 vsバングラデシュ (パース・オーバル)[31]

### 出場大会
- U-17オーストラリア代表
  - 2005年 - 2005 FIFA U-17世界選手権
- U-20オーストラリア代表
  - 2006年 - AFCユース選手権2006
- U-23オーストラリア代表
  - 2007年 - 北京オリンピックアジア予選
- オーストラリア代表
  - 2011年 - AFCアジアカップ2011 (準優勝)
  - 2015年 - AFCアジアカップ2015 (優勝)、2018 FIFAワールドカップ・アジア2次予選
  - 2016年 - 2018 FIFAワールドカップ・アジア2次予選、同3次予選

### 試合数
- 国際Aマッチ 24試合 3得点 (2007年 - 2016年)[32]

| オーストラリア代表 | 国際Aマッチ | 国際Aマッチ |
| 年                 | 出場        | 得点        |
| ------------------ | ----------- | ----------- |
| 2007               | 1           | 0           |
| 2008               | 1           | 0           |
| 2010               | 2           | 0           |
| 2011               | 3           | 0           |
| 2015               | 11          | 1           |
| 2016               | 6           | 2           |
| 通算               | 24          | 3           |

### ゴール
| #  | 開催年月日     | 開催地                     | 対戦国         | 勝敗 | 試合概要                               |
| -- | -------------- | -------------------------- | -------------- | ---- | -------------------------------------- |
| 1. | 2015年09月03日 | オーストラリア、パース     | バングラデシュ | ○5-0 | 2018 FIFAワールドカップ・アジア2次予選 |
| 2. | 2016年03月24日 | オーストラリア、アデレード | タジキスタン   | ○7-0 | 2018 FIFAワールドカップ・アジア2次予選 |
| 3. | 2016年03月24日 | オーストラリア、アデレード | タジキスタン   | ○7-0 | 2018 FIFAワールドカップ・アジア2次予選 |

## タイトル

### クラブ
アデレード・ユナイテッドFC
- Aリーグ プレシーズン・チャレンジカップ (en) ：2回 (2007 , 2008)

AEKアテネFC
- シドニー・フェスティバル (en) ：1回 (2010)
- キペロ・エラーダス：1回 (2011)

### 代表
オーストラリア代表
- AFCアジアカップ：1回 (2015)

### 個人
- ジョニー・ウォーレンメダル (AリーグMVP)：1回 (2014-15)